# Magnus Arvedson
Magnus Arvedson (* 25. November 1971 in Karlstad) ist ein ehemaliger schwedischer Eishockeyspieler und derzeitiger -trainer. Während seiner aktiven Karriere spielte er unter anderem zwischen 1997 und 2004 für die Ottawa Senators und Vancouver Canucks in der National Hockey League auf der Position des linken Flügelstürmers.

## Karriere
Arvedson begann seine aktive Karriere beim Örebro IK, für den er zwischen 1990 und 1993 in der damals zweitklassigen Division I spielte. Im Sommer 1993 wechselte er zum Klub seiner Geburtsstadt, Färjestad BK. Dort lief er fortan in der Elitserien für die Mannschaft auf. Nach nur wenigen Einsätzen im ersten Jahr bei Färjestad schaffte er im Alter von 22 Jahren schließlich den dauerhaften Sprung in die Liga. Insgesamt blieb er vier Jahre bei Färjestad und spielte unter anderem auch in der European Hockey League.
Nachdem der Schwede im Alter von 25 Jahren überraschenderweise im NHL Entry Draft 1997 in der fünften Runde an 119. Stelle von den Ottawa Senators ausgewählt worden war, wechselte er noch im gleichen Sommer nach Kanada. Dort lief er die folgenden vier Jahre für die Senators in der National Hockey League auf. Seine beste Punktausbeute während der sechs Spielzeiten bis 2003 in der kanadischen Hauptstadt waren 47 Punkte in der Saison 1998/99. Zusätzlich war er für die Frank J. Selke Trophy als bester Defensivstürmer nominiert, wozu seine Plus/Minus-Wertung von +33 zusätzlich beitrugen. Bei der Wahl unterlag er dem Finnen Jere Lehtinen knapp. Die beiden folgenden Jahre waren von Verletzungen geprägt, die den Stürmer jeweils über 30 Spiele pro Saison fehlen ließen. Es folgten zwei stabile Jahre mit über 35 Scorerpunkten zwischen 2001 und 2003. Arvedsons schwache Leistungen in den Playoffs führten aber dazu, dass die Senators den auslaufenden Vertrag nicht verlängerten. So wechselte der Schwede als Free Agent zum Ligakonkurrenten Vancouver Canucks. Nach schwierigem Start fand er sich zur Saisonmitte in einer Angriffsreihe mit den schwedischen Zwillingsbrüdern Henrik und Daniel Sedin wieder. Mit diesen harmonierte Arvedson gut, doch zog er sich eine schwere Knieverletzung zu. Diese zwang ihn bereits Ende Januar 2004 die Saison zu beenden.

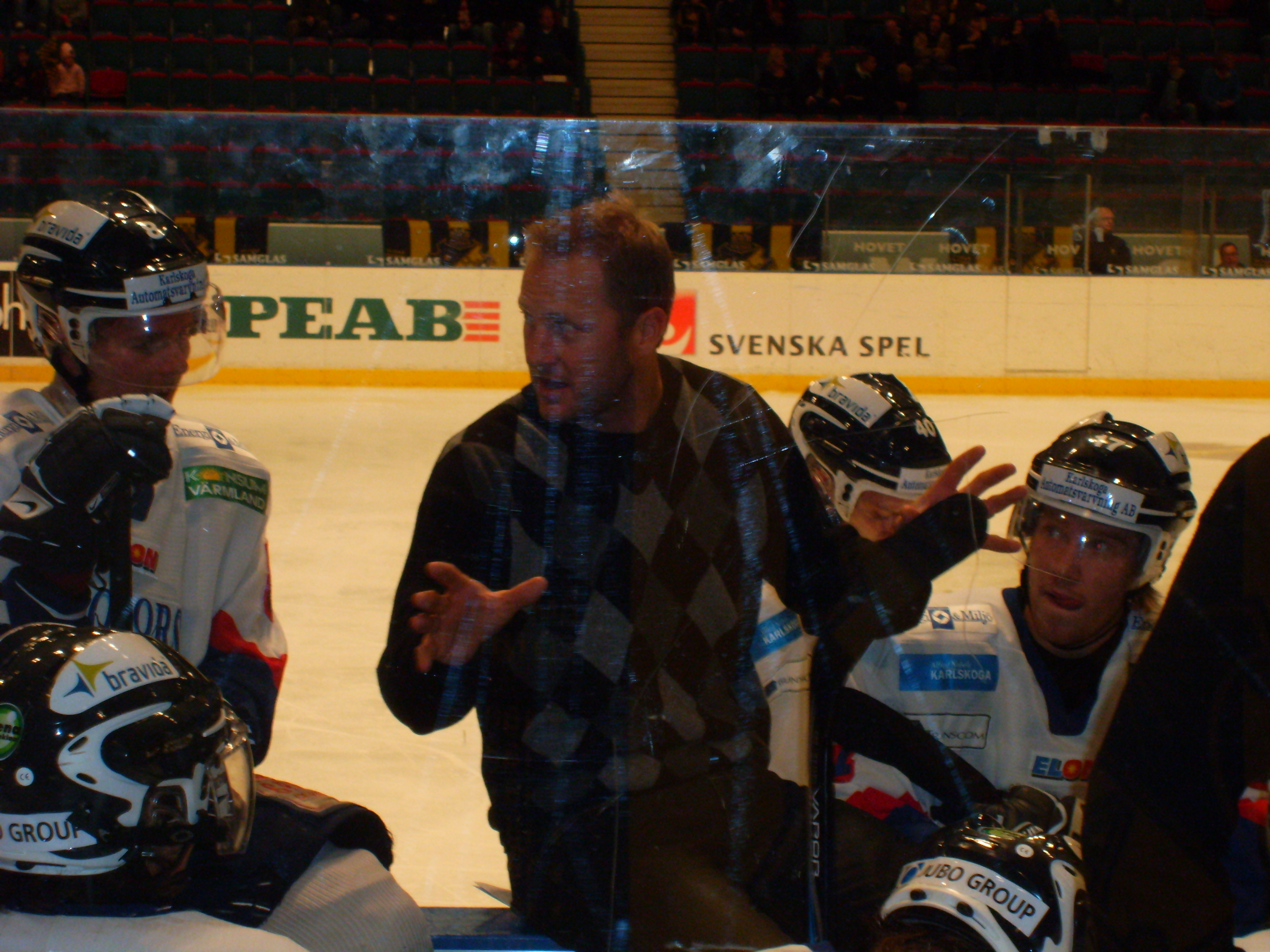
Arvedson als Cheftrainer des Bofors IK

Da Arvedsons Vertrag auslief und sein Verletzungsstatus nicht eindeutig war, fand er in der NHL keinen neuen Arbeitgeber. Daher unterschrieb er Anfang August 2004 einen Vertrag bei seinem Ex-Klub in Karlstad. Die Verletzung verhinderte aber schließlich eine Fortsetzung der Karriere. Zwei Monate später, am 11. Oktober, gab er daher den Rücktritt vom aktiven Sport bekannt.
Nach seinem aktiven Karriereende verfolgte Arvedson eine Karriere als Trainer. Am 30. März 2007 wurde er Cheftrainer des schwedischen Elitserien-Klubs Mora IK. Mora betreute der Schwede nur neun Monate bis in die Saison 2007/08 hinein, ehe er wegen Erfolglosigkeit am 26. Dezember entlassen wurde. Arvedson fand im Zweitligisten Bofors IK aber schnell einen neuen Arbeitgeber, der ihn am 9. April 2008 unter Vertrag nahm. Auch dort arbeitete der frühere Angreifer nur sieben Monate. Die Entlassung folgte am 17. November 2008.

### International
Arvedson vertrat sein Heimatland erstmals bei der Weltmeisterschaft 1997 in Finnland. Dabei konnte er in zehn Turnierspielen drei Scorerpunkte beisteuern und gewann mit dem Team die Silbermedaille. Fünf Jahre später stand er bei den Olympischen Winterspielen 2002 in Salt Lake City ebenfalls im schwedischen Aufgebot und absolvierte vier Turnierspiele.

## Erfolge und Auszeichnungen
- 1997 Schwedischer Meister mit Färjestad BK
- 1997 Silbermedaille bei der Weltmeisterschaft

## Karrierestatistik

### International
Vertrat Schweden bei:
- Weltmeisterschaft 1997
- Olympischen Winterspielen 2002

| Jahr          | Team          | Veranstaltung |    | Sp | T | V | Pkt | SM |
| ------------- | ------------- | ------------- | -- | -- | - | - | --- | -- |
| 1997          | Schweden      | WM            | 10 | 2  | 1 | 3 | 6   |    |
| 2002          | Schweden      | Olympia       | 4  | 0  | 0 | 0 | 0   |    |
| Herren gesamt | Herren gesamt | Herren gesamt | 14 | 2  | 1 | 3 | 6   |    |

(Legende zur Spielerstatistik: Sp oder GP = absolvierte Spiele; T oder G = erzielte Tore; V oder A = erzielte Assists; Pkt oder Pts = erzielte Scorerpunkte; SM oder PIM = erhaltene Strafminuten; +/− = Plus/Minus-Bilanz; PP = erzielte Überzahltore; SH = erzielte Unterzahltore; GW = erzielte Siegtore; 1 Play-downs/Relegation; Kursiv: Statistik nicht vollständig)